# Asilus bicinctus
Asilus bicinctus är en tvåvingeart som beskrevs av Müller 1776. Asilus bicinctus ingår i släktet Asilus och familjen rovflugor.
Artens utbredningsområde är Danmark. Inga underarter finns listade i Catalogue of Life.